# Huis Nassau-Sonnenberg
Het Huis Nassau-Sonnenberg was een zijtak van de Walramse Linie van het Huis Nassau, een Duitse adellijke familie. Het Huis Nassau-Sonnenberg ontstond in 1355 door de eerste deling in de Walramse Linie en heerste over een deel van het graafschap Nassau. Het huis stierf uit in 1390.

## Ontstaan van het huis

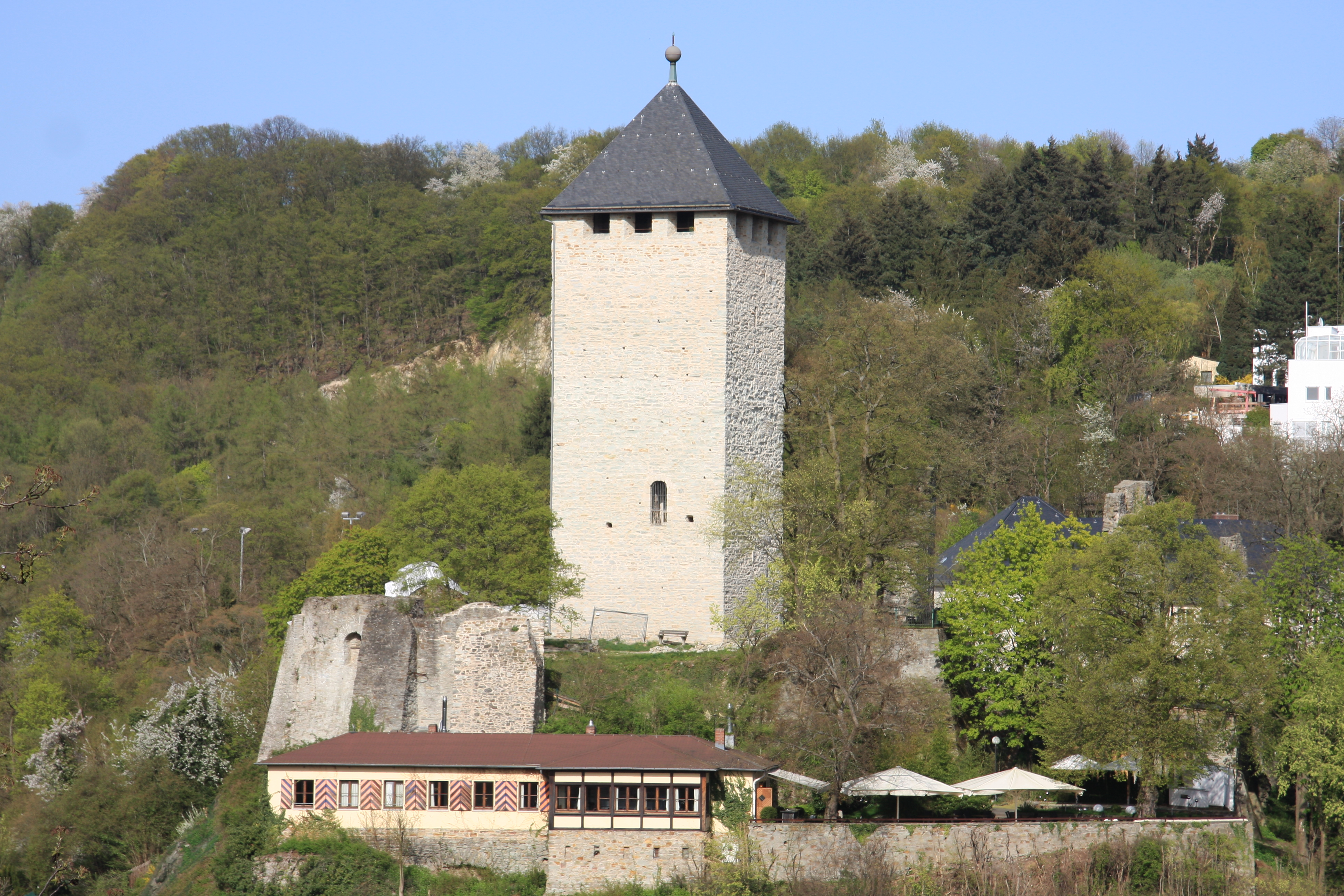
De Burcht Sonnenberg

Het Huis Nassau-Sonnenberg ontstond door de op 25 november 1355 te Eltville gesloten eerste deling in de Walramse Linie tussen de zoons van graaf Gerlach I van Nassau: Kraft en Rupert verkregen bij die verdeling de Burcht Sonnenberg en regeerden sindsdien samen als graven van Nassau-Sonnenberg.
De Burcht Sonnenberg werd voor de bescherming van Wiesbaden in 1200 op op de hellingen van de Vordertaunus in Hessen gebouwd door de graven Hendrik II en Rupert IV van Nassau, als een vesting tegen de naburige heren van Eppstein, waarmee permanente grensconflicten waren. Het was een van de belangrijkste residenties van graaf Adolf van Nassau en diens zoon Gerlach I.

## Regerende graven

### Kraft (1355-1361)
Kraft van Nassau-Sonnenberg († 1 oktober na 1361) was de oudste zoon van graaf Gerlach I van Nassau en diens tweede echtgenote Irmgard van Hohenlohe. Hij werd domheer te Straatsburg in 1343. Hij regeerde sinds 1355 gezamenlijk met zijn broer Rupert.
Kraft was ongehuwd en had geen kinderen. 

### Rupert (1355-1390)
Rupert van Nassau-Sonnenberg (ca. 1340 - 4 september 1390) was de tweede zoon van graaf Gerlach I van Nassau en diens tweede echtgenote Irmgard van Hohenlohe. Hij regeerde sinds 1355 gezamenlijk met zijn broer Kraft, en na diens overlijden alleen.
Rupert vocht tijdens zijn regering verscheidene vetes uit met graaf Johan I van Nassau-Siegen, o.a. over de erfenis van zijn vrouw Anna van Nassau-Hadamar. Rupert slaagde erin de Burcht Sonnenberg onbeschadigd te houden, maar de stad Nassau werd zo zwaar verwoest dat die voor enige tijd opgegeven werd.
Rupert werd in 1380 ambtman van de aartsbisschop en keurvorst van Mainz te Amöneburg en in 1381 keizerlijk landvoogd in de Wetterau.
Uit zijn huwelijk met Anna van Nassau-Hadamar werden geen kinderen geboren. Met zijn overlijden stierf het Huis Nassau-Sonnenberg uit.